# La vídua Clicquot
La vídua Clicquot (títol original en anglès, Widow Clicquot) és una pel·lícula dramàtica d'època coproduïda internacionalment el 2023, dirigida per Thomas Napper, a partir d'un guió d'Erin Dignam i Christopher Monger basat en el llibre homònim del 2008 de Tilar J. Mazzeo. És protagonitzada per Haley Bennett, Tom Sturridge, Sam Riley, Anson Boon, Leo Suter, Ben Miles i Natasha O'Keeffe. S'ha doblat i subtitulat al català.
La pel·lícula es va estrenar mundialment al Festival Internacional de Cinema de Toronto l'11 de setembre de 2023.
El rodatge principal va tenir lloc a Chablis i Reims, a França, l'octubre de 2022.